# Карино (Ленинградская область)
Карино — деревня в Старопольском сельском поселении Сланцевского района Ленинградской области.

## История
Деревня Корано упоминается на карте Санкт-Петербургской губернии 1792 года А. М. Вильбрехта.
Деревня Карино, состоящая из 50 крестьянских дворов, обозначена на карте Санкт-Петербургской губернии Ф. Ф. Шуберта 1834 года.

КАРИНО — деревня принадлежит её величеству, число жителей по ревизии: 188 м. п., 206 ж. п. (1838 год)

Деревня Карино из 50 дворов, отмечена на карте профессора С. С. Куторги 1852 года.

КАРИНА — деревня Гдовского её величества имения, по просёлочной дороге, число дворов — 51, число душ — 190 м. п. (1856 год)

КАРИНО — деревня удельная при реке Долгой, число дворов — 54, число жителей: 188 м. п., 252 ж. п. (1862 год) 

Сборник Центрального статистического комитета описывал её так:

КАРИНА — деревня бывшая удельная при реке Долгой, дворов — 66, жителей — 492; часовня, лавка. (1885 год)

В XIX — начале XX века деревня административно относилась к Старопольской волости 2-го земского участка 1-го стана Гдовского уезда Санкт-Петербургской губернии.
Согласно Памятной книжке Санкт-Петербургской губернии 1905 года деревня называлась Корино и образовывала Коринское сельское общество.
С марта 1917 года, деревня находилась в составе Каринского сельсовета Старопольской волости Гдовского уезда.

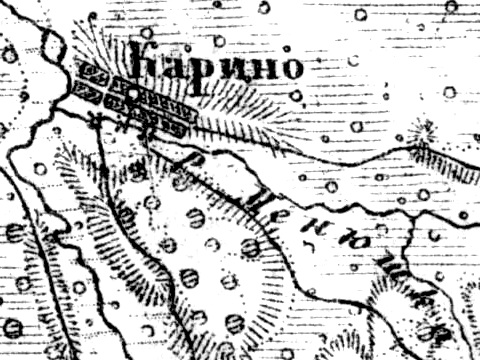
Деревня Карино на карте 1919 года

С февраля 1924 года, в составе Замошского сельсовета.
С февраля 1926 года, вновь в составе Каринского сельсовета.
С февраля 1927 года, в составе Ложголовской волости Кингисеппского уезда.
С августа 1927 года, в составе Осьминского района.
С января 1931 года, в составе Старопольского сельсовета.
По данным 1933 года в состав Старопольского сельсовета Осьминского района входили деревни Корино I и Корино II.
С 1 августа 1941 года по 31 января 1944 года, германская оккупация.
С 1961 года, в составе Сланцевского района.
С 1963 года, в составе Кингисеппского района.
По состоянию на 1 августа 1965 года деревня Карино входила в состав Старопольского сельсовета Кингисеппского района. С ноября 1965 года, вновь в составе Сланцевского района.
По данным 1973 и 1990 годов деревня Карино входила в состав Старопольского сельсовета.
В 1997 году в деревне Карино Старопольской волости проживали 24 человека, в 2002 году — 22 человека (все русские).
В 2007 году в деревне Карино Старопольского СП проживали 12 человек, в 2010 году — 15 человек.

## География
Деревня расположена в юго-восточной части района на автодороге 41К-780 (Старополье — Карино).
Расстояние до административного центра поселения — 6 км.
Расстояние до ближайшей железнодорожной станции Веймарн — 56 км.
Деревня находится на правом берегу реки Менюшка, одного из правых притоков реки Долгая.

## Демография
| 1862 | 2007 | 2010 | 2017 |
| ---- | ---- | ---- | ---- |
| 440  | ↘12  | ↗15  | →15  |